# Буда-Бобрица
Бу́да-Бо́брица, Бу́до-Бо́брица (укр. Будо-Бобриця) — село на Украине, находится в Емильчинском районе Житомирской области.
Код КОАТУУ — 1821781401. Население по переписи 2001 года составляет 140 человек. Почтовый индекс — 11263. Телефонный код — 4149. Занимает площадь 1,54 км².

## Адрес местного совета
11263, Житомирская область, Емильчинский р-н, с. Буда-Бобрица